# Los Campanarios IV
Los Campanarios IV está enclavado en el Macizo Central de los Picos de Europa o macizo de los Urrieles, en Asturias.